# Рилско македонско благотворително братство
Рилското македонско благотворително братство е организация на бежанците от областта Македония, установили се в Рила.

## История
На Първия македонски конгрес, провел се в София на 19 – 28 март 1895 година, е основана Македонската организация, която бързо започва да образува клонове в цялата страна. Основано е и дружество в Рила, което участва активно в дейността на Организацията. На Втория конгрес от 3 до 16 декември 1895 година делегат е Никола Иванов, на Четвъртия конгрес от 15 до 21 юни 1897 година делегат е Христо Лазаров, на Шестия конгрес от 1 до 5 май 1899 година делегат е Кочо Муструка, на Седмия конгрес от 30 юли до 5 август 1900 година делегат е отново Христо Лазаров и на Осмия конгрес от 4 до 7 април 1901 година делегат е Щерьо Михайлов. Към 1902 година председател на македоно-одринското дружество в Рила е Петър Георгиев, но в края на годината е бламиран заради близостта му с дейци на ВМОРО.
След Първата световна война дружеството е възстановено като благотворително братство, част от Съюза на македонските емигрантски организации.
На 4 октомври 1924 година е формирано братството и в неговото настоятелство влизат Димитър Томалевски (председател), Исак Ангелов (подпредседател), Милан Гаврилов (касиер), Петър Д. Петров (секретар) и съветници Костадин Бадачев, Владимир Мазневски и К. Ив. Йорданов.